# Museo de Arte Yamagata
El Museo de Arte de Yamagata se inauguró en Yamagata, Prefectura de Yamagata, Japón, en 1964. El anexo del Museo se inauguró en 1968. En 1985 se inauguró el nuevo edificio principal de tres pisos, el anexo fue renovado al año siguiente. La colección de obras del museo incluye trabajos de Manet, Monet, Renoir, Cézanne, y Takahashi Yuichi, así como un biombo de 1779 con seis paneles del pintor Yosa Buson con baser en Oku no Hosomichi que está considerado un Bien Cultural Importante de Japón. Muchos de estos trabajos impresionistas provienen de la colección de Yoshino Gypsum Co., Ltd (吉野石膏?) que se encuentra depositada en el museo.